# Lilla melodifestivalen
Lilla Melodifestivalen er den svenske udgave af MGP (de unges melodi grand prix), som vælger at repræsentere Sverige i den årlige MGP Nordic sang konkurrence. 
Mellem 2002 og 2005 sendte Sverige sine vindere til Junior Eurovision Song Contest.
I 2006 trak Sverige sig fra Junior Eurovision Song Contest, og sammen med Danmark og Norge lavede de MGP Nordic.
I 2007 kom Finland med i MGP Nordic, hvor hvert af de 4 nordiske lande sender deres egne to vindere i MGP videre til MGP Nordic.
I 2010 trak Sverige sig fra MGP Nordic for at kunne medvirke i Junior Eurovision Song Contest. Dette forsagede at MGP Nordic blev aflyst.
| år   | vinder        | sang                      |
| ---- | ------------- | ------------------------- |
| 2002 | Sofie Larsson | Superduperkillen          |
| 2003 | The Honeypies | Stoppa Mig                |
| 2004 | Lime Lights   | Varför jag                |
| 2005 | M+            | Gränslös Kärlek           |
| 2006 | Benjamin      | Hej Sofia                 |
| 2007 | SK8           | Min största första kärlek |
| 2008 | Linn Erikson  | En sång från hjärtat      |
| 2009 | Ulrik         | En Vanlig dag             |